# Natalia Pogonina
Natalia Pogonina (Vladivostok, 9 de marzo de 1985) es una gran maestra de ajedrez y una de las mejores jugadoras de ajedrez del mundo. Desde 2004, ha sido miembro del Equipo de Rusia y ha ganado tres medallas de oro olímpicas jugando para su país.
Woman Grandmaster (WGM), tres veces campeona de Europa (U16, dos veces U18), ganadora del premio de bronce en el Campeonato del Mundo (U18) y Campeonato de Europa Femenino, ganadora de la medalla de oro en el 1st International Mind Sports Games. Campeona rusa femenina (2012, 2018) y número 1 en varios torneos internacionales prestigiosos (2005 - Bykova Memorial, 2007 - Rudenko memorial, 2009 - Moscú Open, etc.). Clasificada como la tercera jugadora de ajedrez más exitosa del mundo en 2009 por la Asociación de Ajedrez Profesional. En 2011, Natalia se convirtió en la única jugadora de ajedrez del mundo que ganó simultáneamente la Eurocopa y el Campeonato Europeo de Ajedrez por Equipos, y en 2013, la única persona que obtuvo los títulos de Campeones Rusos individuales y por equipos. Fue subcampeona en el Campeonato Mundial de Ajedrez del Equipo Femenino-2011 y ganó la medalla de bronce en 2013.
Natalia es la actual campeona olímpica de ajedrez femenino.
En 2015, Natalia Pogonina se convirtió en la subcampeona del Campeonato Mundial de Ajedrez Femenino.

## Campeonatos

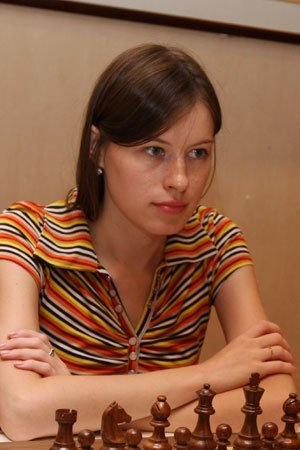
Natalia Pogonina, 1er lugar en Rusia sub18 Femenina 2001.

Los primeros éxitos de Pogonina incluyen ganar el campeonato de Rusia Sub-14 Femenino en 1998. Ella fue 1.ª en Rusia Sub-18 Femenina en 2001 y es dos veces campeona de Europa (U16 en 2000, U18 en 2003), ganadora de bronce en el Campeonato Mundial (U18 ) (Niñas) en 2003, 1.ª en el Campeonato Junior Ruso (Niñas) en 2003 y 2004, y ganadora absoluta de ese evento en 2005, también ganó el bronce en el 10.º Campeonato Europeo Individual de Mujeres (2009). Ella disputó el Campeonato Mundial Femenino de 2004 y el Campeonato Mundial de Ajedrez Femenino (2010), pero fue eliminada en la primera ronda en ambas ocasiones. En marzo de 2012, anotó 7.5 / 11 en el Campeonato Europeo Femenino Individual (2012) (EIWC) al lugar = 5.º (10.º en desempate y con un TPR de 2501), y luego siguió en junio de 2012 anotando un invicto 8 / 11 (TPR 2514) para ocupar el segundo lugar en la Liga Superior de Campeonatos de Ajedrez de Rusia (Mujeres) (2012), lo que indica un retorno a su fuerza de juego hace un par de años. Su último resultado también la calificó para participar en los Superfinales Femeninos Rusos (2012), en los que fue uno de los mejores para ganar directamente con 6.5 / 9 (+4 = 5), y un TPR de 2611. En agosto de 2013, obtuvo un Sólido 7.5 / 11 en el Campeonato Europeo Individual de Mujeres (2013).
Pogonina se clasificó para el Campeonato Mundial Femenino de FIDE Knock-out (2012) y derrotó a sus compatriotas, IM Svetlana Matveeva y la ex Campeona Mundial, GM Alexandra Kosteniuk, en las primeras dos rondas antes de perder ante la ganadora eventual, la IM Ucraniana Anna Ushenina, en Tercera ronda, por lo que se retira del concurso de títulos. Su resultado en el 2012 EIWC la calificó para jugar en el Campeonato Mundial de Ajedrez Femenino FIDE (2015) . Allí ganó la final, derrotando a Qi Guo, Ju Wenjun, Marie Sebag, Zhao Xue y Pia Cramling en las rondas preliminares (también ganando el título de IM y una norma de GM por sus esfuerzos), para disputar la corona femenina contra Mariya Muzychuk. Desafortunadamente para ella, perdió el partido final por 2.5-1.5 (+0 = 3 -1).

## Torneos clásicos
Pogonina ganó el L'viv Hopes-5 Women en 2002 con 11/13 y la medalla de bronce en la North Urals Cup (2007). Co-ganador del Campeonato Mundial de Estudiantes 2008, y primero en varios torneos internacionales prestigiosos: Bykova Memorial 2006 con 8.5 / 9, Rudenko Memorial 2007 con 8/9 y la sección C (femenino) del Moscow Open 2009 con 8/9, Pogonina también llegó igual en el primer lugar (2.º lugar en el partido de la eliminatoria rápida detrás de Alisa Galliamova ) en la 60.ª Superfinal de mujeres rusas (2010). En 2011, obtuvo 6/10 en el Tradewise Gibraltar (2011) y en 2014 obtuvo un respetable 5,5 / 10 en el Tradewise Gibraltar (2014). En mayo-junio de 2014, compitió en la Copa Rashid Nezhmetdinov, y jugó con fuerza para anotar 6/9.

## Juego en equipo
Pogonina representó a Rusia en la Olimpiada Femenina (2008) anotando 6/7 (+5 = 2 -0) en la primera reserva, y fue el primer tablero de Russia 2 en la Olimpiada de Ajedrez (Mujeres) (2010), anotando 5.5 / 11. Obtuvo su mejor resultado hasta el momento cuando ganó el oro individual y por equipos (jugando en el tablero 5) en la Olimpiada de Ajedrez (Mujeres) (2012) celebrada en Estambul, anotando 6.5 / 8 (+6 = 1 -1). Ella jugó nuevamente en el tablero 5 para Rusia en la Olimpiada de Ajedrez (Mujeres) (2014), permaneció invicta para anotar 5.5 / 7 y ayudó a su equipo a obtener otra medalla de oro para el evento.
Ganó el oro del equipo como miembro de su equipo ruso para la final de blitz femenino y la medalla de bronce en la rápida final del equipo femenino en el 1st International Mind Sports Games en 2008. El 2011 fue un año excelente para Pogonina en juego en equipo. Jugando para su club, AVS Krasnoturinsk, ganó el oro por equipos y la plata individual en la European Club Cup (Mujeres) (2011), y jugando para Rusia, ganó el oro por equipos y el oro individual en el Campeonato Europeo por Equipos (Mujeres) (2011) y medallas de plata individuales y individuales por equipos en el Campeonato Mundial Femenino por Equipos de la FIDE (2011). La combinación de ganar en los campeonatos de clubes europeos y de equipos europeos en el mismo año es única tanto en las competiciones femeninas como en las masculinas. Jugando el tablero 3 para el ruso, ganó el bronce y ayudó a su equipo a obtener una medalla de bronce en el Campeonato Mundial por Equipos Femenino (2013) . Ayudó a su equipo Ugra a ganar el oro en el Campeonato de Equipos Rusos (Mujeres) (2013), y también se llevó el oro individual por sus 4.5 / 5 puntos, lo que representó un rendimiento de 2757. Pogonina terminó 2013 jugando el tablero 3 para Rusia en el Campeonato Europeo por Equipos (Mujeres) (2013), ayudando a su equipo a ganar plata y ganando el bronce individual para su tablero.
En 2014, jugó el tablero 2 para Yugra (Khanty) en la Liga de Mujeres Rusas y ayudó a su equipo a ganar la medalla de oro. También jugó el tablero 2 para el club de la región Yugra Khanty-Mansiysk en la Copa de Clubes de Mujeres de 2014, anotando el bronce individual y ayudando a su equipo a obtener el cuarto lugar en el evento.

## Vida privada
Pogonina tiene una maestría en derecho de la Academia Estatal de Derecho de Sarátov. Sus pasatiempos incluyen flamenco, música, fotografía, viajes, deportes, literatura y poesía. Está casada con Peter Zhdanov, y tienen un hijo, Nikolai (nacido el 18 de noviembre de 2009). También es miembro de chessgames.com como Usuario: Natalia Pogonina, y ocasionalmente es comentarista y analista de transmisiones en vivo de juegos. También es coautora del libro El Kamasutra del Ajedrez, junto a su esposo.

## Premios
Pogonina recibió el título nacional de " Gran maestro ruso" en 2006 o 2007 en reconocimiento a sus logros y contribución al juego en Rusia.

## Clasificación
La calificación más alta de Pogonina hasta la fecha fue de 2508 en julio de 2014 cuando ocupó el puesto número 15 en el ranking de jugadora femenina en el mundo, mientras que su clasificación más alta en la historia fue la número 14 en la lista de mujeres en abril de 2009 y mayo de 2010 cuando obtuvo la calificación de 2501.